# Steilacoom
Steilacoom (kiejtése: stɪləkəm) az Amerikai Egyesült Államok északnyugati részén, Washington állam Pierce megyéjében elhelyezkedő város. A 2010. évi népszámlálási adatok alapján 5985 lakosa van.

## Elnevezése
A Steilacoom név eredete bizonytalan. Egyes források szerint az elnevezés egy indián kifejezésből ered, melynek jelentése „kis rózsaszínű virág”, míg mások szerint a névadó Tail-a-Koom törzsfőnök. 1824-ben John Wick szőrmekereskedő a települést „Chilacoom” néven említette (más kiejtés szerint „Chelakom”). A város honlapja szerint a névadó a steilacoom törzs és annak Scht’ləqʷəm települése. William Bright gyűjtése szerint az elnevezés a č'tílqʷəbš törzs nevének átírása.

## Éghajlat
| Hónap                         | Jan. | Feb.  | Már. | Ápr. | Máj. | Jún. | Júl. | Aug. | Szep. | Okt. | Nov.  | Dec.  | Év    |
| ----------------------------- | ---- | ----- | ---- | ---- | ---- | ---- | ---- | ---- | ----- | ---- | ----- | ----- | ----- |
| Rekord max. hőmérséklet (°C)  | 18,9 | 20,0  | 25,0 | 27,8 | 33,3 | 33,9 | 33,9 | 33,9 | 31,7  | 27,8 | 21,7  | 20,0  | 33,9  |
| Átlagos max. hőmérséklet (°C) | 8,9  | 10,6  | 13,3 | 15,6 | 18,9 | 22,2 | 25,0 | 25,0 | 21,7  | 16,1 | 11,7  | 8,3   | 16,5  |
| Átlagos min. hőmérséklet (°C) | 2,8  | 2,8   | 4,4  | 6,1  | 8,9  | 11,7 | 13,3 | 13,3 | 11,1  | 7,8  | 4,4   | 2,2   | 7,4   |
| Rekord min. hőmérséklet (°C)  | −8,3 | −11,7 | −9,4 | −1,7 | 1,1  | 2,8  | 7,2  | 5,0  | 1,1   | −3,3 | −15,0 | −14,4 | −15,0 |
| Átl. csapadékmennyiség (mm)   | 151  | 102   | 103  | 76   | 54   | 40   | 17   | 21   | 33    | 94   | 170   | 140   | 1001  |
| Forrás: The Weather Channel   |      |       |      |      |      |      |      |      |       |      |       |       |       |

## Népesség
A 2010-es népszámláláskor a városnak 5985 lakója, 2559 háztartása és 1715 családja volt. A népsűrűség 1148,8 fő/km2. A lakóegységek száma 2793, sűrűségük 536,1 db/km2. A lakosok 77,1%-a fehér, 4,1%-a afroamerikai, 0,7%-a indián, 7,3%-a ázsiai, 1,4%-a a Csendes-óceáni szigetekről származik, 1,5%-a egyéb, 7,3%-a pedig kettő vagy több etnikumú. A spanyol vagy latino származásúak aránya 6,7% (   )
A háztartások 26,9%-ában élt 18 évnél fiatalabb. 50,3% házas, 12,2% egyedülálló nő, 4,5% egyedülálló férfi, 33% pedig nem család. 26,7% egyedül élt; 8,5%-uk 65 éves vagy idősebb. Egy háztartásban átlagosan 2,34 személy élt; a családok átlagmérete 2,79 fő.
A medián életkor 42,4 év volt. A város lakóinak 20,3%-a 18 évesnél fiatalabb, 9,2% 18 és 24 év közötti, 23,5%-uk 25 és 44 év közötti, 29,6%-uk 45 és 64 év közötti, 17,4%-uk pedig 65 éves vagy idősebb. A lakosok 48,3%-a férfi, 51,7%-a pedig nő.

## Oktatás
A település iskoláinak fenntartója a Steilacoomi Tankerület.

## Nevezetes személy
- Clara Antoinette McCarty Wilt, a Washingtoni Egyetem első végzettje[14]

## Fordítás
- Ez a szócikk részben vagy egészben  a   Steilacoom, Washington című angol Wikipédia-szócikk ezen változatának fordításán alapul.  Az eredeti cikk szerkesztőit annak laptörténete sorolja fel. Ez a jelzés csupán a megfogalmazás eredetét és a szerzői jogokat jelzi, nem szolgál a cikkben szereplő információk forrásmegjelöléseként.